# کیت سامرزکیل
کیت سامرزکیل (انگلیسی: Kate Summerscale) (زاده ۱۹۶۵ میلادی) نویسنده و روزنامه‌نگار اهل بریتانیا است. سامرزکیل هرچند که در لندن متولد شد، اما دوران نوجوانی و جوانی را در ژاپن و شیلی زندگی کرده‌است. وی دانش‌آموخته ارشد رشته روزنامه‌نگاری از دانشگاه استنفورد است. وی هم‌اکنون در لندن زندگی می‌کند.
وی در سال ۱۹۹۸ میلادی با نگاشتن کتاب ملکهٔ ساحل مرجانی نهنگ جایزه ادبی سامرست موم را از آن خود کرد. وی همچنین یکی از روزنامه نگاران روزنامه‌های همانند ایندیپندنت، دیلی تلگراف و ساندی دیلی تلگراف است. کیت سامرزکیل در سال ۲۰۰۱ میلادی یکی از داوارن جایزه ادبی من بوکر بود.